# Zuidelijke markiezenkarekiet
De zuidelijke markiezenkarekiet (Acrocephalus mendanae) is een zangvogel uit de familie Acrocephalidae (rietzangers). Deze vogel is genoemd naar de Spaanse zeevaarder Álvaro de Mendaña de Neira die de Marquesaseilanden heeft ontdekt.

## Verspreiding en leefgebied
Deze soort is endemisch op de Marquesaseilanden en telt vier ondersoorten:
- A. m. dido: Ua Pou.
- A. m. mendanae: Hiva Oa en Tahuata.
- A. m. consobrina: Moho Tani.
- A. m. fatuhivae: Fatu Hiva.

## Status
De grootte van de populatie is niet gekwantificeerd maar de soort wordt omschreven als zeer algemeen. Op de Rode lijst van de IUCN heeft deze soort de status niet bedreigd.